# Denominace
Denominace je označení pro určitou církevní organizaci (odpovídá pojmu církev nebo náboženská společnost, jak jsou používány v konfesním právu) anebo se pojmu denominace užívá v širším slova smyslu též pro křesťany určitých vyznání (např. římskokatolická, evangelická, baptistická, metodistická).
Používání pojmu denominace je rozšířené zejména v protestantském prostředí, protože protestantské církve, ač vyznávají „věřím v církev obecnou“, nepovažují samy sebe za tuto jedinou obecnou Kristovu Církev, ale pouze za její část neboli jednotku. Obecná Kristova církev je podle nich neviditelná (tj. je tvořena všemi spasenými, kteří nejsou viditelně organizováni).
Zvlášť významný je tento pojem pro baptisty a kongregacionalisty, protože jím označují celou (většinou národní) jednotu sborů konkrétního vyznání. Zdráhají se označovat denominace pojmem „církve“, protože za církev považují místní sbor.
V dílech starších bratrských teologů se ve stejném smyslu jako se dnes užívá pojmu denominace, užívalo pojmu jednota (např. Jednota bratrská, jednota římská, jednota německá, jednota helvetská, jednota polská).